# Endoglomospiranella
Endoglomospiranella es un género de foraminífero bentónico considerado como nomen nudum e invalidado, aunque también considerado un sinónimo posterior de Laxoendothyra de la subfamilia Endothyrinae, de la familia Endothyridae, de la superfamilia Endothyroidea, del suborden Fusulinina y del orden Fusulinida. Su rango cronoestratigráfico abarcaba el Dinantiense (Carbonífero inferior).

## Discusión
Clasificaciones más recientes incluirían Endoglomospiranella en el suborden Endothyrina, del orden Endothyrida, de la subclase Fusulinana de la clase Fusulinata.

## Clasificación
Endoglomospiranella incluía a las siguientes especies:
- Endoglomospiranella alta †
- Endoglomospiranella imminuta †
- Endoglomospiranella nigra †